# Kaspischer Wolf
Der Kaspische Wolf, Kaukasische Wolf oder auch Steppenwolf (Canis lupus campestris) ist eine Unterart des Wolfes (Canis lupus), der zur Familie der Hunde (Canidae) gehört. Er ähnelt dem Eurasischen Wolf (Canis lupus lupus).

## Allgemeines
Der Kaspische Wolf ist kleiner und leichter als der Eurasische Wolf. Zwischen Männchen und Weibchen besteht ein Geschlechtsdimorphismus: Rüden sind meistens größer und schwerer als Wölfinnen. Im Gegensatz zu wolfsähnlichen Haushunden sind Wölfe hochbeiniger und haben eine gerade Rückenlinie, während sie bei Hunden oft zum Schwanz hin abfällt. Der Wolfsschwanz ist buschig und gerade. Wölfe haben tendenziell kleinere Ohren, die zudem innen dicht behaart sind.
Kaspische Wölfe werden mit etwa zwei Jahren geschlechtsreif. Die Tragzeit dauert ungefähr neun Wochen. Ein Wurf besteht meist aus zwei bis sechs Welpen, die vom gesamten Rudel großgezogen werden. Nach ein bis drei Jahren verlassen die Jungtiere ihr Rudel, siedeln sich in der Nähe ihres alten Rudels an oder wandern fort.
Als Großraubtiere erbeuten Kaspische Wölfe vorwiegend Huftiere wie Rehe, Rothirsche und Wildschwein, allerdings zählen auch Robben zu ihrer Beute. Vorrangig werden ältere, kranke oder junge Tiere erbeutet, die einfacher zu überwältigen sind. Weil dem Kaspischen Wolf auch Nutztiere zum Opfer fallen, wird er als Schädling stark bejagt, sodass der Bestand rückläufig ist.

## Verbreitung
Der Kaspische Wolf lebt überwiegend in Vorderasien, in Kaukasien, zwischen dem Kaspischen und dem Schwarzen Meer. Er lebt sowohl in Steppen, als auch in Gebirgslandschaften oder in der Nähe von Gewässern. Seine Jagdgebiete erstrecken sich von Rumänien und Ungarn im Westen, Afghanistan und Iran im Süden bis hin zum Ural-Gebirge und Kasachstan im Norden und Osten.
In einigen Regionen lebt er in unmittelbarer Nähe zu Menschen, sodass immer wieder Nutztiere ihm zum Opfer fallen. In wenigen Regionen wird der Kaspische Wolf auch als Wachhund gehalten.

## Synonyme
Anerkannte Synonyme für den Kaspischen Wolf sind argunensis Dybowski, 1922, bactrianus Laptev, 1929, cubanenesis Ognev, 1923 und desertorum Bogdanov, 1882.
Genetische Untersuchungen an Wölfen aus der Kaukasus-Region (C. l. cubanensis) im Jahr 2014 ergaben, dass es sich bei der vermeintlichen Unterart aufgrund geringer genetischer Abweichungen um keine gültige Unterart des Wolfes handelt. Dennoch werden Kaukasische Wölfe (C. l. cubanensis) und Steppenwölfe (C. l. campestris) teilweise noch als unterschiedliche Unterarten gelistet.

## Trivia
- Der Roman Der Steppenwolf von Hermann Hesse hat seinen Namen von der Unterart des Wolfes.